# AMOLED
AMOLED (активна матрица органских светлосних диода) је технологија екрана коришћена на паметним сатовима, мобилним уређајума, лаптоповима, и телевизорима. OLED је специјални тип танког филма дисплеј технологије у којој се органска једињења светлећег материјала, и активна матрица односе на технологију иза адресирања пиксела.
Од 2008, AMOLED технологија коришћена је на мобилним телефонима и дигиталним камерама, и напредовала у штедљиву, јефтину и велику (на пример 40-инчне) апликације.

### Дизајн
AMOLED дисплеј састоји се од активне матрице OLED пиксела на електричној активацији која је допонована или интегрисана на TFT поретку, који функционише као низ прекидача за контролу тока струје за сваки пиксел.
Типично, овај ток једносмерне струје контролисан је од стране бар два ТФТ-а на сваком пикселу, са једним ТФТ-ом за покретање и заустављање пуњења кондензатора и други за обезбеђивање напона на нивоу потребном да се обезбеди константо напајање пиксела, чиме се елиминише потреба веома високе струје потребне за пасивну матрицу ОЛЕД операција.
Технологија ТФТ штампаних плоча је пресудна за израду AMOLED дисплеја. У AMOLED технологији имамо две примарне ТФТ технологије штаманих плоча, полисиликон (poly-Si) и аморфни силицијум (a-Si) се тренутно користе нудећи могућност производње плоча са активном матрицом на ниским температурама (испод 150°C).

### Даљи развој
Произвођачи су развили in-cell панеле на додир, интегрисајући производњу капацитивних сензора у AMOLED модул производног процеса. Samsung је своју верзију AMOLED екрана назвао "Super AMOLED". Истраживачи у DuPont користе софтвер за израчунавање динамике флуида за оптимизацију обложених процеса за ново решење AMOLED дисплеј технологија која је конкурентна у цени и перформансама са постојећом технологијом за таложење хемијских пара. Користећи прилагођено моделирање и аналитички приступ, Samsung је развио кратку и далекосежну контролу дебљине филма и равномерност која је комерцијално употребљива на великим стаклима.

### Поређење са другим технологијама
AMOLED дисплеј пружа већу брзину освежавања од пасивне матрице, често смањивајући време одговора на мање од милисекунде, и користи значајно мање енергије. Ова предност чини активне матрице ОЛЕД-а одговарајућим за портабилне уређаје, којима је потрошња енергије критична за трајање батерије.
Количина енергије коју дисплеј користи значајно варира у зависности од боје и осветљења. За пример, један QVGA OLED дисплеј троши 0.3 вата за приказивање белог текста на црној позадини, али више од 0.7 вати за приказивање црног текста на белој позадини, док LCD користи 0.35 вати без обзира шта је приказано на екану. Пошто се црни пиксели гасе, AMOLED такође има контраст који је значајно бољи од LCD.
AMOLED дисплеји су лошији за коришћење на директној сунчевој светлости у поређењу са LCDом због смањеног максималног осветљења. Samsung-ова Super AMOLED технологија сврстава овај проблем по смањењу величине размака између слојева екрана. PenTile технологија се често користи за екране високе резолуције док захтева мање подпиксела него што је потребно, што доводи до смањења оштрине него на non-pentile дисплејима исте резолуције.
Органски материјали коришћени на AMOLED дисплејима су веома склони деградацији током кратког временског периода, што доводи до промене боје док једна боја бледи брже од друге.
Од 2010, потреба за AMOLED екранима је била висока и током нестанка залиха Samsung-ових дисплеја, неки модели HTC-ових смартфона су измењени за коришћење LCD дисплеја новијих генерација из Samsung-Sony-јевих заједничких улагања у С-LCD у будућности.
Водећи паметни телефони продати од децембра 2011 користе или Super AMOLED или IPS panel premium LCD. Super AMOLED дисплеји као што су на Galaxy Nexus-у или Samsung Galaxy S III телефону често су упоређивани са IPS panel premium LCD-има, као и на iPhone 4S, HTC One X, and Nexus 4. На пример, према ABI Research програму AMOLED дисплеј из Motorola Moto X користи само 92 милиампера током високе осветљености и 68 милиампера током затамљивања. Са друге стране, са IPS стопа приноса AMOLED екрана је ниска, а цена такође већа.

### Комерцијални услови

#### Super AMOLED
Super AMOLED је термин за AMOLED дисплеј са интегрисаном дигитализацијом: слој који детектује додир је интегрисан у екран, чешће него пресвучен са врха. Према Samsung-у, Super AMOLED одбија петину сунчеве светлости у поређењу са првом генерацијом AMOLED-а. Технологија дисплеја остаје непромењена. Super AMOLED је део Pentile породице матрица, понекад названи SAMOLED.
За Samsung Galaxy S III, који се вратио на Super AMOLED уместо pixelation-free conventional RGB (non-PenTile) Super AMOLED Plus од његових претходника Samsung Galaxy S II, већи екран S III телефона саветује кориснике да држе телефон даље од лица како би избегли PenTile ефекат.

#### Super АMOLED Advanced
Super AMOLED advanced је термин коришћен од стране Motorola за описивање светлијег дисплеја од Super AMOLED екрана, али и високе резолуције — qHD or 960 × 540 за Super AMOLED Advanced од WVGA or 800 × 480 за Super AMOLED и 25% више ефикасности. Super AMOLED Advanced са PenTile, који изоштрава подпикселе између подпиксела како би се добила већа резолуција екрана, али ово дооди до смањења квалитета Овај тип дисплеја коришћен је на Motorola Droid RAZR и HTC One S. This display type is used on the Motorola Droid RAZR and HTC One S.

#### Super AMOLED Plus
Samsung Galaxy S II, са Super AMOLED Plus екраном
Super AMOLED Plus, пренствено представљен на Samsung Galaxy S II и Samsung Droid Charge смартфонима, Samsung -ов PenTile RGBG pixel matrix (2 subpixels) коришћен на Super AMOLED дислејевима је замењен традиционалним RGB RGB (3 подпиксела) који се обично користе на LCD дисплејевима. Овај AMOLED је светлији и има боље искоришћење енергије од Super AMOLED дисплеји даје оштрију слику због повећаног броја подпиксела. У поређењу са AMOLED и Super AMOLED дислејевима они имају боље искоришћење енергије и боље осветљење.

#### HD Super AMOLED
The Galaxy Nexus, са HD Super AMOLED екраном
HD Super AMOLED је бренд из Samsung-а за (>1280×720) Super AMOLED дисплеје високе резолуције. Први уређај који га је користио је био Samsung Galaxy Note. Galaxy Nexus и Galaxy S III оба користе HD Super AMOLED са PenTile RGBG-матрицом (2 подпиксела/пиксел), док Galaxy Note II користи RBG матрицу (3 подпиксела/пиксел) али не у стандардном уређењу од 3 траке.

#### HD Super AMOLED Plus
Варијанта Samsung Galaxy S3 која користи Tizen OS 1 је упоређена користећи non-pentile HD Super AMOLED Plus екран у 2012.

#### Full HD Super AMOLED
Као на Samsung Galaxy S4 и Samsung Galaxy Note 3, овај дисплеј има 1920x1080 резолуцију познатију као 1080p. Она има шити спектар боја од било ког дисплеја до 97% Adobe RGB color space, што га чини екраном широког спектра боја.

#### Quad HD Super AMOLED
Quad HD Super AMOLED технологија је првобитно коришћена у AU Optronics у априлу 2014. Када је AU Optronics избацио њихов телефон који користи Quad HD Super AMOLED екран, друге компаније сличне Samsung-у избацују телефоне које користе технологије као што су Samsung Galaxy Note 5 Broadband LTE-A и Samsung Galaxy S6 и S7.

### Напредак
Дисплеји изложени од 2011 до 2013 од стране Samsung компаније показали су флексибилан, тродимезионалан , несаломив и транспарентан Super AMOLED Plus дисплеј који користи веома високу резолуцију на различитим величинама телефона. Ови необјављени прототипи користе полимер без потребе за стакленом заштитом, металном задњим делом и додирном матрицом, спајајућу их у један слој .
За сада, Samsung планира коришћење нових дисплеја као што је Youm.
Такође се планирају тродимензионални стереоскопски екрани који користе праћење ока да би обезбедили пуну резолуцију тродимензионалне слике. 

### Употреба
Маркетиншки уређаји који користе AMOLED укључују:
Паметне сатове
- Apple Watch
- Apple Watch Sport
- Apple Watch Edition
- Asus ZenWatch
- KingWear KW88 Smartwatch
- Huawei W1[33]

Телефоне
- Alcatel One Touch Idol Ultra (HD Super AMOLED)
- BlackBerry Q10
- BlackBerry Z30
- BlackBerry Priv (WQHD Plastic AMOLED)
- Cherry Mobile Cosmos X (HD Super AMOLED)
- Micromax a90s
- Micromax a90
- Micromax a315
- Micromax Canvas Hue
- Microsoft lumia 650
- BenQ-Siemens S88
- Dell Venue 8 7000
- Gionee GN858
- Asus Zenfone 5(Super AMOLED PLUS)
- Gionee GN868 (Super AMOLED plus)
- GIONEE GN878 (HD Super AMOLED)
- Gionee Elife E5 (HD Super AMOLED)
- GIONEE ELIFE S5.1 (HD Super AMOLED)
- GIONEE ELIFE S5.5 (Full HD Super AMOLED)
- HTC Desire (early models)
- HTC Droid Incredible
- HTC Legend
- HTC One S (Super AMOLED Advanced)
- HTC J (Super AMOLED Advanced)
- Lenovo S90 Sisley (HD Super AMOLED)
- LG Franklin Phone
- LG E-730
- LG G Flex (HD Plastic-OLED)
- LG G Flex 2 (Full HD Plastic-OLED)
- LYF Earth 1
- LYF Water 1
- LYF Water 2
- LYF Wind 6
- LYF Flame 1
- Micromax Superfone Pixel A90
- Motorola Moto X (HD Super AMOLED)
- Motorola Droid Ultra (HD Super AMOLED)
- Motorola Droid Maxx (HD Super AMOLED)
- Motorola Droid RAZR HD and RAZR Maxx HD
- Motorola Droid RAZR (Super AMOLED Advanced)
- Motorola Droid RAZR Maxx (Super AMOLED Advanced)
- Motorola Droid Turbo (Quad HD Super AMOLED)
- Motorola Droid Turbo 2 (Quad HD Super AMOLED)
- Moto X (2nd Generation) (1080p Super AMOLED)
- Motorola Moto X Pro (QHD Super AMOLED)
- Google Nexus One (Early models)
- Google Nexus S (Super AMOLED)
- Google Galaxy Nexus (HD Super AMOLED)
- Google Nexus 6 (Quad HD Super AMOLED)
- Google Nexus 6P (WQHD Super AMOLED)
- MP-809T (Full HD Super Amoled)
- Nokia 700 (CBD)
- Nokia 808 Pureview (CBD)
- Nokia C7-00
- Nokia C6-01 (CBD)
- Nokia E7-00 (CBD)
- Nokia Lumia 800 (CBD)
- Nokia Lumia 810 (CBD)
- Nokia Lumia 820 (CBD)
- Nokia Lumia 822 (CBD)
- Nokia Lumia 900 (CBD)
- Nokia Lumia 925 (CBD)
- Nokia Lumia 928 (CBD)
- Nokia Lumia 930
- Nokia Lumia 1020 (CBD)
- Nokia N8
- Nokia N85
- Nokia N86 8MP
- Nokia N9 (CBD)
- Nokia X7
- OnePlus 3
- OnePlus 3T
- OnePlus X
- Pantech Burst
- QMobile Noir Z3
- Samsung ATIV S (HD Super AMOLED)
- Samsung ATIV SE (Full HD Super AMOLED®)
- Samsung AMOLED Beam SPH-W9600
- Samsung i7500 Galaxy
- Samsung Haptic Beam SPH-W7900
- Samsung SPH-m900 Moment
- Samsung i8910
- Samsung Jet
- Samsung Omnia 2
- Samsung Impression
- Samsung Rogue
- Samsung Transform
- Samsung Galaxy Note (HD Super AMOLED)
- Samsung Galaxy Note II (HD Super AMOLED)
- Samsung Galaxy Note 3 (Full HD Super AMOLED)
- Samsung Galaxy Round (Full HD Flexible Super AMOLED)
- Samsung Galaxy Note 3 Neo (HD Super AMOLED)
- Samsung Galaxy Note 4 (Quad HD Super AMOLED)
- Samsung Galaxy Note Edge (Flexible Super AMOLED)
- Samsung Galaxy Note 5 (Quad HD Super AMOLED)
- Samsung Galaxy S (Super AMOLED)
- Samsung Galaxy S Advance (Super AMOLED)
- Samsung Galaxy Express (Super AMOLED Plus)
- Samsung Galaxy S II (Super AMOLED Plus)
- Samsung Galaxy S II Plus (Super AMOLED Plus)
- Samsung Galaxy S III (HD Super AMOLED)
- Samsung Galaxy S III neo (HD Super AMOLED)
- Samsung Galaxy S III Mini (Super AMOLED)
- Samsung Galaxy S4 (Full HD Super AMOLED)
- Samsung Galaxy S4 Mini (qHD Super AMOLED)
- Samsung Galaxy S4 zoom (qHD Super AMOLED)
- Samsung Galaxy S Plus (Super AMOLED)
- Samsung Galaxy S Blaze 4G (Super AMOLED)
- Samsung Galaxy S5 (Full HD Super AMOLED)
- Samsung Galaxy S6 (Quad HD Super AMOLED)
- Samsung Galaxy S6 Edge (Flexible Quad HD Super AMOLED)
- Samsung Galaxy S6 Edge+ (Flexible Quad HD Super AMOLED)
- Samsung Galaxy S7 (Quad HD Super AMOLED)
- Samsung Galaxy S7 Edge (Flexible Quad HD Super AMOLED)
- Samsung Galaxy Note7 (Flexible Quad HD Super AMOLED) (Discontinued and recalled)
- Samsung Galaxy K Zoom (HD Super AMOLED)
- Samsung Galaxy Ace Style LTE (Super AMOLED)
- Samsung Galaxy Alpha (HD Super AMOLED)
- Samsung Galaxy A3 (qHD Super AMOLED)
- Samsung Galaxy A5 (HD Super AMOLED)
- Samsung Galaxy A7 (FULL HD Super AMOLED)
- Samsung Galaxy A8 (FULL HD Super AMOLED)
- Samsung Galaxy E5 (HD Super AMOLED)
- Samsung Galaxy E7 (HD Super AMOLED)
- Samsung Galaxy J (Full HD Super AMOLED)
- Samsung Galaxy J5 (HD Super AMOLED)
- Samsung Galaxy J7 (HD Super AMOLED)
- Samsung Galaxy Nexus (HD Super AMOLED)
- Samsung Galaxy Gear (Super AMOLED)
- Samsung Gear 2 (Super AMOLED)
- Samsung Gear 2 Neo (Super AMOLED)
- Samsung Gear Fit (Curved Super AMOLED)
- Samsung Gear S (Curved Super AMOLED)
- Samsung Gear Live (Curved Super AMOLED)
- Samsung Droid Charge (Super AMOLED Plus)
- Samsung Wave S8500 (Super AMOLED)
- Samsung S8600 Wave III (Super AMOLED)
- Samsung Focus (Super AMOLED)
- Samsung Focus S (Super AMOLED Plus)
- Samsung Focus 2 (Super AMOLED)
- Samsung Omnia 7 (Super AMOLED)
- Samsung Omnia W (Super AMOLED)
- Samsung Omnia M (Super AMOLED)
- Samsung Infuse 4G (SGH-i997) (Super AMOLED Plus)
- Samsung Z (HD Super AMOLED)
- Wiko Highway Star (Super AMOLED)
- YotaPhone 2 (Full HD Super AMOLED)
- ZTE Blade (Initial Models)

Таблети
- docomo ARROWS Tab F-03G
- Samsung Galaxy Tab 7.7 (HD Super AMOLED Plus)
- Toshiba Excite 7.7 (HD Super AMOLED Plus)
- TOSHIBA REGZA AT570 7.7" (HD Super AMOLED Plus)
- Samsung Galaxy Tab S 8.4"
- Samsung Galaxy Tab S 10.5"
- BungBungame KALOS 2 10.5"
- Samsung Galaxy TabPro S 12.0"
- Xiaomi Mi Note 2
- Xiaomi Mi MIX

Портабилне музичке уређаје
- Sony Walkman NWZ-X1000
- Sony Walkman NW-A855,A856,A857
- Cowon Z2
- Cowon S9
- Cowon J3
- Iriver Clix
- Iriver Spinn
- Samsung YP-M1
- Zune HD

Играчке конзоле
- GP2X Wiz
- PlayStation Vita (original model)

Уређаје за продукцију
- Dave Smith Instruments "Tempest"
- Teenage Engineering OP-1

Дигиталне камере
- Olympus XZ-1
- Samsung EX1
- Samsung EX2F
- Samsung NX10
- Samsung NX11
- Samsung NX20
- Samsung NX100
- Samsung NX200
- Samsung NX210
- Samsung NX300
- Samsung WB2000
- Samsung WB650

## Спољашне везе
- Craig Freudenrich. Types of OLEDs: Passive and Active Matrix at HowStuffWorks